# Geografia della Città del Vaticano

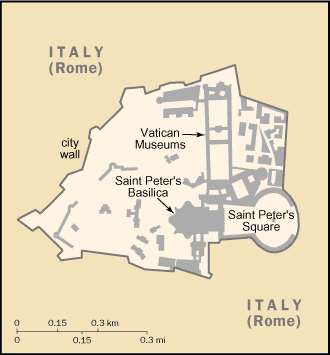
Mappa dello Stato della Città del Vaticano.

La Città del Vaticano è uno Stato dell'Europa meridionale, confinante esclusivamente con la Repubblica Italiana (città di Roma). Con i suoi 440.000 m² di estensione, è il più piccolo Stato del mondo. Fuori dal Vaticano, 13 edifici in Roma e a Castel Gandolfo (RM), residenza estiva del Papa, godono di diritti extraterritoriali.

## Dati

La Città del Vaticano: in marrone sono rappresentati gli edifici, in verde i giardini e i parchi, in rosso la Basilica e la piazza con le sue colonne.

Lo Stato è situato nell'Europa meridionale. È un'enclave di Roma (Italia). La Città del Vaticano ha un'area totale di 0,44 km² che sono esclusivamente di terra, senza essere coperti da acque. Il clima è temperato, con inverni miti e piovosi ed estati calde e secche. La Città del Vaticano sorge su una bassa collina, chiamata Colle Vaticano (in latino: Mons Vaticanus)  da quando esiste il Cristianesimo. Il nome del colle potrebbe giungere dalla lingua etrusca. I luoghi estremi sono senza nome: il più basso si trova a 19 m s.l.m., il più alto a 75 m s.l.m.

### Confini
Il Vaticano è uno stato senza sbocco al mare ed ha un confine di 3,2 km con l'Italia, l'unico Stato con cui confina.

### Vie e piazze

#### Vie
- Rampa dell'Archeologia
- Salita ai Giardini
- Stradone dei Giardini
- Via dell'Aquilone
- Via del Collegio Etiopico
- Via delle Fondamenta
- Via del Governatorato
- Viale dell'Osservatorio
- Via del Pellegrino
- Via della Posta
- Via San Pio X
- Via Sant'Anna
- Via della Tipografia
- Viale Benedetto XV
- Viale Centrale del Bosco
- Viale del Giardino Quadrato
- Viale della Grotta di Lourdes
- Viale Pio XI
- Viale San Benedetto
- Viale San Marco
- Viale della Radio
- Viale della Zitella

#### Piazze

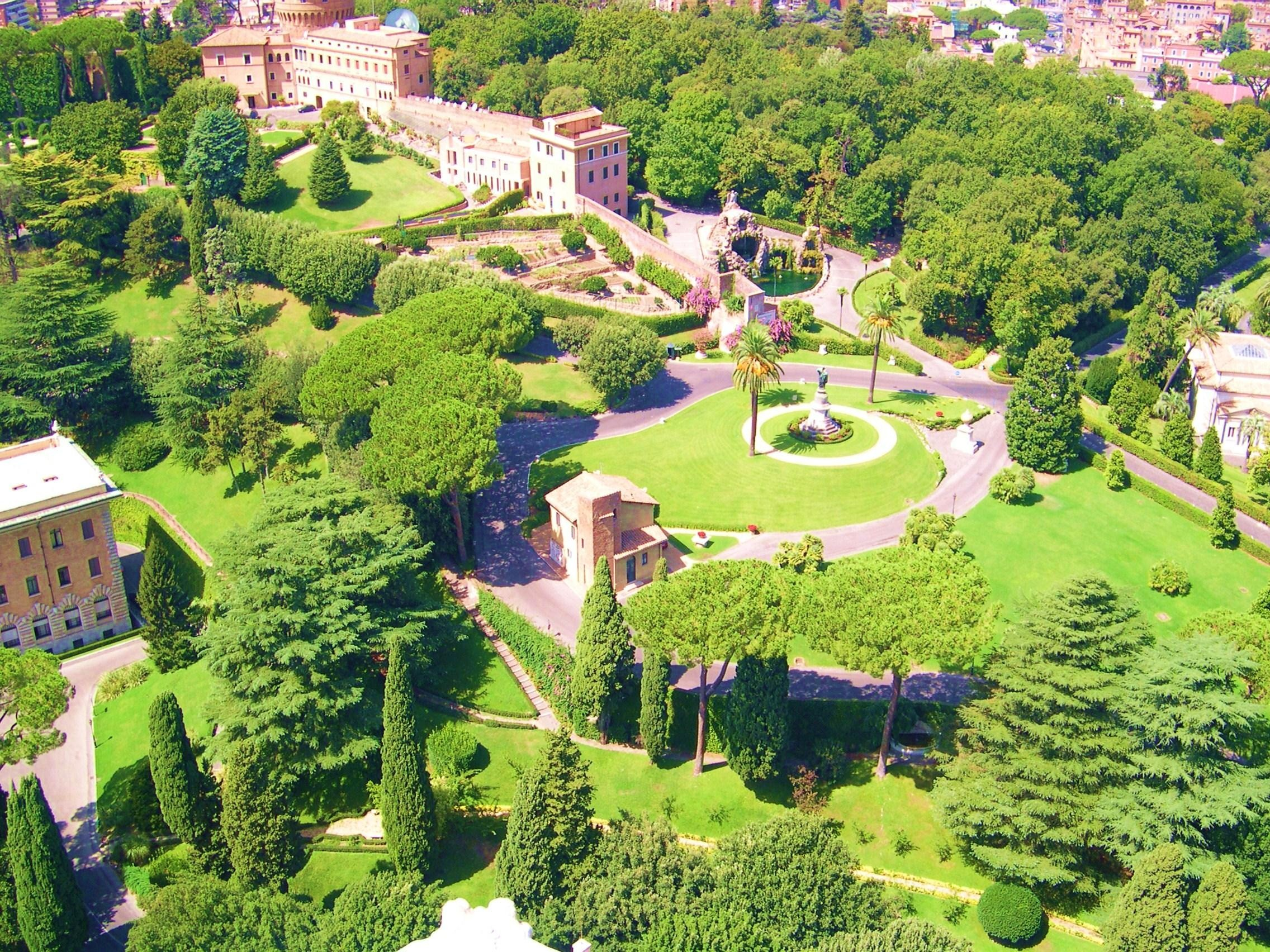
I Giardini Vaticani.

- Piazza del Forno
- Piazza del Governatorato
- Piazza dei Protomartiri Romani
- Piazza San Pietro
- Piazza Santa Marta
- Piazzale del Collegio Etiopico
- Piazzale della Grotta di Lourdes
- Piazzale della Stazione

#### Larghi
- Largo Braschi
- Largo Giovanni XXIII
- Largo della Sagrestia
- Largo San Martino
- Largo San Matteo
- Largo Santo Stefano degli Abissini
- Largo Giovanni Paolo II